# Городечня (Брянская область)
Городечня — село Яловского cельского поселения Красногорского района Брянской области, в 10 км к югу от Красной Горы, на правом берегу реки Вихолки.

## Население
| 2010 | 2013 |
| ---- | ---- |
| 82   | ↘69  |

## История
Основание села, по различным версиям, относят к XI—XVIII векам. С середины XVIII века село упоминается как бывшее владение Могилевского кафедрального собора, переданное Киево-Печерской лавре. Входило в состав монастырской Попогорской волости (на территории Новоместской сотни Стародубского полка), однако казачьего населения не имело.
С 1782 по 1921 года входило с состав Суражского уезда (с 1861 в составе Петровобудской волости). Максимальное число жителей — 1330 человек (1892).
С 1921 по 1929 год в составе Клинцовского уезда (Петровобудская, а с 1924 года — Красногорская волость).
С 1755 года до начала XX века упоминается Введенская церковь (сгорела, была отстроена заново в 1888 году, деревянная, закрыта в середине 1920-х, использовалась как зернохранилище, позже как поселковый клуб, во время отступления советских войск сгорела в 1941 году).
С 1919 до 1954 года — центр Городеченского сельсовета. В середине XX века в селе действовал колхоз «Завет Ленина».